# Isola di San Clemente (Puglia)
L'isola di San Clemente è un'isola minore del lago di Lesina, in Puglia. Amministrativamente è parte del comune di Lesina in provincia di Foggia. Per via delle dimensioni non vi sono insediamenti né abitanti permanenti sull'isola.

## Geografia
L'isolotto consiste nei resti di una chiesa con superficie di circa 70 m² per lo più sommersa e di cui emergono poco oltre il pelo dell'acqua poco più di 10 m². Al centro dei resti si erge una croce.
L'isolotto si trova circa 400 m a nord del lungolago di Lesina e dal 2016 è collegato all'abitato da una passerella. Esso rappresenta il punto più elevato della costa andata poi sommersa.

## Storia
I resti visibili dell'isolotto appartengono ad una villa romana, risalente al II o I secolo a.C. e dotata, oltre ad una zona residenziale, di piscine in cui si allevavano pesci e molluschi e dove si produceva il garum, la salsa di pesce molto comune nella gastronomia dell'antica Roma.
In seguito la villa fu demolita, probabilmente durante l'incursione dei saraceni dell'870, e su questa vi furono edificati altri edifici, tra cui la cella dell'abate dell'abbazia di San Clemente a Casauria che l'imperatore Ottone I di Sassonia annoverava tra i possedimenti del monastero abruzzese nel 969.
Una cronaca medievale inoltre riferisce che una donazione dell'abate Leonate di San Clemente a Casauria permise l'erezione di una chiesa e di un monastero sull'isola nel 1165, dove vennero collocate le reliquie di San Clemente e di altri santi spostate dal cenobio abruzzese. L'edificazione del monastero rispondeva all'importanza che il sito aveva assunto, posto sulla via che conduceva al santuario di San Michele Arcangelo sul Gargano.
I fabbricati sull'isola vennero distrutti dal terremoto del 1627 e il sito venne progressivamente abbandonato quando divennero ingestibili gli effetti del bradisismo nella zona.
Una prima campagna di scavi archeologici fu condotta nel 1999-2000, promossa dalla soprintendenza per i Beni archeologici della Puglia e dall'amministrazione comunale, portando alla luce alcuni livelli di battuto e strutture murarie della villa romana già osservabili in passato sotto il pelo dell'acqua. Una seconda campagna di scavi compiuta tra il 2001 e il 2004 estese l'area di indagine ad una zona più ampia del lago identificando le aree da sottoporre a scavi più mirati e specifici ed in seguito alla loro valorizzazione e manutenzione.
Agli anni '50 risale invece la croce che si erge ancora al centro dell'isolotto.